# Ronny Cox
Daniel Ronald „Ronny” Cox (ur. 23 lipca 1938 w Cloudcroft w stanie Nowy Meksyk) – amerykański aktor, piosenkarz i kompozytor.

## Życiorys
Urodził się jako trzecie z pięciu dzieci Lounette Rucker i Boba Coksa w Cloudcroft, w stanie Nowy Meksyk. Dorastał w Portales, również w Nowym Meksyku. Regularnie jeździ w trasy ze swoim zespołem biorąc udział w festiwalach muzyki folkowej. 10 września 1960 poślubił Mary Cox, która zmarła w 2006. Doczekali się dwójki dzieci. Studiował na Eastern New Mexico University, który ukończył w 1963 roku.

### Kariera
Jako aktor jest najbardziej znany z ról w takich filmach jak Uwolnienie, Gliniarz z Beverly Hills, Gliniarz z Beverly Hills II, RoboCop, Pamięć absolutna oraz serialu Gwiezdne wrota.
Cox wystąpił też w filmie Star Trek: Następne pokolenie jako kapitan Edward Jellico. Ostatnio zagrał rolę Henry’ego Masona ojca Bree Van de Kamp (granej przez Marcię Cross) w serialu Gotowe na wszystko.

## Wybrana filmografia
- Pojedynek na pustyni (2014)
- Era dinozaurów (2013)
- Powiedz, że mnie kochasz (2007)
- Gotowe na wszystko (2006)
- Losing Grace (2001)
- Piekielna głębia (1999)
- Gwiezdne wrota (serial) (1998–2005)
- Kapitan Ameryka (1990)
- Pamięć absolutna (1990)
- Śmierć w FBI (1988)
- Star Trek: The Next Generation (1987)
- RoboCop (1987)
- Gliniarz z Beverly Hills II (1987)
- Zwariowałem dla ciebie (1985)
- Gliniarz z Beverly Hills (1984)
- Wcielenie (1982)
- Cebulowe pole (1979)
- Tragedia Neptuna (1978)
- By nie pełzać na kolanach (1976)
- Samochód (1977)
- Uwolnienie (1972)

## Dyskografia
- Ronny Cox (1993)
- Acoustic Eclectricity (2000)
- Cowboy Savant (2002)
- Ronny Cox Live (2004)
- Ronny Cox: Songs, Stories... and Out & Out Lies
- Ronny Cox At The Sebastiani Theater (2006)
- "How I love them old songs..." – Ronny Cox sings Mickey Newbury (2007)
- Songs...with Repercussions (2009)